# 205698 Troiani
205698 Troiani è un asteroide areosecante. Scoperto nel 2002, presenta un'orbita caratterizzata da un semiasse maggiore pari a 2,3525756 UA e da un'eccentricità di 0,2933094, inclinata di 20,94456° rispetto all'eclittica.